# Papillaria subaongstroemiana
Papillaria subaongstroemiana är en bladmossart som beskrevs av Fleischer 1908. Papillaria subaongstroemiana ingår i släktet Papillaria och familjen Meteoriaceae. Inga underarter finns listade i Catalogue of Life.